# Список команд и организаций Marvel Comics
См. также: Список персонажей Marvel Comics.
Ниже представлен список команд и организаций комиксов компании Marvel Comics.

## Герои
| Команда/Организация     | Дебют                                       | Описание | Статус                      | Известные члены |
| ----------------------- | ------------------------------------------- | --- | --------------------------- | --- |
| Мстители                | The Avengers #1                             | Наиболее известная команда супергероев вселенной Marvel                                                          | Активна                     | Железный человек, Тор, Халк, Хэнк Пим, Оса, Капитан Америка, Капитан Марвел, Соколиный глаз Чёрная вдова, Ртуть, Алая Ведьма, Человек-паук и другие |
| Могучие Мстители        |                                             | Супергерои, согласные с Актом о регистрации суперлюдей                                                           | Расформирована              | Хэнк Пим, Железный человек, Чёрная вдова, Арес, Чудо-человек, Часовой |
| Новые Мстители          | The New Avengers #1                         | Герои, несогласные с регистрацией супергероев                                                                    | Расформирована              | Доктор Стрэндж, Мисс Марвел, Железный кулак, Человек-паук, Росомаха, Существо,Люк Кейдж |
| Тайные Мстители         | Secret Avengers #1                          | Команда, созданная для выполнения секретных операций                                                             | Расформирована              | Капитан Америка, Лунный рыцарь, Чёрная вдова, Валькирия, Человек-муравей, Нова, Воитель, Зверь, Человек-паук |
| Тёмные Мстители         | Dark Avengers #1                            | Команда амнистированных суперзлодеев, выступающих под псевдонимами супергероев                                   | Уничтожена                  | Зелёный гоблин, Веном, Меченый, Арес, Дакен, Лунный Камень, Часовой, Нох-Варр |
| Фантастическая четвёрка | The Fantastic Four #1                       | Первоначально команда исследователей обретших суперсилы после полёта в космос, позже туда входили и другие герои | Активна                     | Мистер Фантастик, Невидимая Леди, Человек-факел, Существо, Человек-паук, Чёрная Пантера, Гроза, Нова, Женщина-Халк |
| Люди Икс                | The X-Men #1                                | Команда людей-мутантов, защищающих людей от мутантов, использующих силы во зло                                   | Активна                     | Профессор Икс, Циклоп, Джин Грей, Архангел, Человек-лёд, Зверь, Росомаха, Гроза, Ночной Змей, Колосс, Призрачная Кошка, Шельма, Гамбит, Эмма Фрост, Кузнец, Джубили и другие |
| Поколение Икс           | Generation X #1                             | Побочная команда Людей Икс                                                                                       |                             | Эмма Фрост, Банши, Шелуха, Кожан, Эм, Джубили, Палата, Синхронизатор и другие |
| Фактор Икс              | X-Factor #1                                 | Побочная команда Людей Икс                                                                                       |                             | Архангел, Зверь, Циклоп, Феникс, Человек-лёд, Калибан, Бум-Бум |
| Сила Икс                | New Mutants #100                            | Побочная команда Людей Икс                                                                                       | Активна                     | Домино, Псайлок, Архангел, Шторм, Циклоп, Колосс, Икс-23, Росомаха, Дэдпул, Ночной Змей, Эликсир, Детлок, Кейбл, Мэрроу, Кузнец, Пушечное ядро, Варпатч, Спираль и другие |
| Новые Мутанты           | Marvel Graphic Novel #4                     | Побочная команда Людей Икс                                                                                       | Активна                     | Кейбл, Магнето, Профессор Икс, Птичий мозг, Блинк, Бум-Бум, Пушечное ядро, Огненный кулак, Сайфер, Домино, Дикая, Госамйр, Карма, Магика, Магма, Даниелла Мунстар, Риктор, Шейтерстар, Скидс, Китти Прайд, Санспот, Чернокнижник, Варпатч, Аконит |
| Иллюминаты              | New Avengers #7                             | Секретное сообщество, которое решает проблемы, касающиеся судьбы всей Земли                                      | Расформирована              | Доктор Стрэндж, Железный человек, Профессор Икс, Чёрный Гром, Мистер Фантастик, Нэмор, Капитан Америка |
| Громовержцы             | The Incredible Hulk #449                    | Команда, в которую входили как герои, так и злодеи                                                               | Активна (с другим составом) | Атлас, Мак-V, Метеорит, Техно, Джолт, Гражданин П, Барон Земо, Меченый, Норман Озборн, Джаггернаут, Радиоактивный человек, Мак Гарган, Певчая птица |
| Эскалибур               |                                             | Британская команда супергероев                                                                                   | Активна                     | Капитан Британия, Дэйв Витман, Ночной Змей, Ослепительная, Колосс, Джаггернаут, Счастливчик, Псайлок, Китти Прайд, Мойра Мактаггерт, Рэйчел Саммерс |
| Щ.И.Т.                  | Strange Tales #135                          | Организация по борьбе с преступностью                                                                            | Расформировна               | Полковник Рик Стоунер, Полковник Николас Фьюри, Тимоти Дум-Дум Дуган, Дж. В. Бридж, Капитан Якоб Стрзежевски, Шэрон Картер (Агент 13), Мария Хилл, Фил Колсон, Энтони «Тони» Старк (Железный человек), Норман Озборн, Стивен Роджерс (Капитан Америка), Дейзи Джонсон, Кармилла Блэк, Абигейл Бранд, Митч Карсон, Графиня Валентина Аллегра де Фонтейн, Джессика Дрю, Ник Фьюри-младший — сын Ника Фьюри, Гэбриэль «Гэйб» Джонс, Изадор «Иззи» Кочен, Дино Манелли, Эрик Кёниг, Альфонсо «Мак» МакКензи, Таскмастер, Эрик О’Греди (Человек-муравей), Александр Гудвин Пирс, Клей Куотермейн, Наталья Романова (Чёрная вдова), Джаспер Ситуэлл, Джек Труман (Агент 18/Детлок), Уэнделл Вог (Квазар), Сэм Уилсон (Сокол), Джимми Ву (Жёлтый коготь) |
| М.Е.Ч.                  | Astonishing X-Men vol. 3 #3                 | Организация по борьбе с космическими угрозами                                                                    | Активна                     | Зверь, Абигейл Бранд, Агент Динс, Генри Питер Гайрич, Локхид, Женщина-паук, Сайдрен |
| Защитники               | Marvel Feature #1                           | Команда, сражающаяся с мистическими и сверхъестественными угрозами                                               | Активна (не всегда)         | Доктор Стрэндж, Серебряный Сёрфер, Халк, Нэмор |
| Герои по найму          | Power Man and Iron Fist # 54 (декабрь 1978) | Команда героев                                                                                                   | Активна                     | Люк Кейдж, Железный Кулак, Мисти Найт, Коллин Винг, Белая Тигрица, Скотт Лэнг, Геркулес, Электра и др. |
| Бессмертные орудия      | The Immortal Iron Fist #8 (сентябрь 2007)   | Команда чемпионов одной из семи столиц неба                                                                      | Распущена                   | Железный Кулак, Невеста девяти пауков, Собачий Брат, Жирная Кобра, Принц сирот, Красивая дочь Тигра, Стальной Феникс |
| Отряд Альфа             | Uncanny X-Men #120                          | Канадская команда супергероев                                                                                    | Активна                     | Йети, Полярная звезда, Шаман, Росомаха, Защитник, Аврора, Шайба |
| Отряд Бета              | Alpha Flight #1                             | |                             | |
| Отряд Гамма             | Alpha Flight, vol. 1, #1                    | Канадская команда супергероев                                                                                    | Активна                     | |
| Отряд Омега             | Alpha Flight #11                            | |                             | |
| Корпус Нова             |                                             | Межгалактическая полицейская организация                                                                         |                             | Ричард Райдер (Нова), Сэм Александр (Нова) |
| Богатыри                | Avengers West Coast #87                     | Команда из четырех русских супергероев                                                                           |                             | Илья Муромец, Добрыня Никитич, Алёша Попович, Святогор. |
| Беглецы                 | Runaways #1 (июль 2003)                     | Команда подростков-супергероев                                                                                   | Активна                     | Алекс Уайлдер, Нико Минору, Каролина Дин, Молли Хейз, Виктор Манча, Чейз Стэйн, Клара Праст, Гертруда Йоркс, Ксавин, Олд Лейс |
| Валькирии               | Thor #133                                   | Команда женщин стражей Асгарда                                                                                   |                             | Даниелла Мунстар, Мисти Найт, Валькирия |
| Новые Воины             | The Mighty Thor #41                         | Команда молодых супергероев                                                                                      |                             | Хаячи, Колибри, Вэнс Астровик, Нова, Алый паук, Спидбол, Солнышко, Cилуэт, Водяная Змея и другие |
| Стражи Галактики        | Annihilation: Conquest #6                   | Сборная команда супергероев, сражающаяся против космических угроз                                                | Активна                     | Звёздный Лорд, Гамора, Дракс Разрушитель, Адам Уорлок, Файла-Велл, Енот Ракета, Грут, Лунный дракон, Мантис, Майор Победа, Жук, Джек Флаг, Космо. |
| Зимняя Гвардия          | Iron Man vol.3 #9                           | Русская команда супергероев, созданная в СССР                                                                    | Активна                     | Чёрная вдова, Большая Медведица ,Восток, Перун, Тёмная Звезда, Красное Динамо, Маверик , Красный Страж. |

## Злодеи
| Команда/Организация  | Дебют                            | Описание                           | Статус                                                        | Известные члены |
| -------------------- | -------------------------------- | ---------------------------------- | ------------------------------------------------------------- | --- |
| Братство мутантов    | Uncanny X-Men #4                 | Команда суперзлодеев-мутантов      | Активна                                                       | Магнето, Жаба, Ртуть, Алая Ведьма, Повелитель разума, Пузырь и Унус Неприкасаемый, Домино. Мистик, Пиро, Лавина, Роуг, Судьба |
| Клуб адского пламени | Uncanny X-Men #129               | Команда суперзлодеев-мутантов      |                                                               | |
| Гидра                | Strange Tales #135               | Нацистская организация             | Активна                                                       | Красный Череп, Арним Зола, Барон Гельмут Земо, Горгон, Кракен, Ричард Фиск, Сильвермейн, Чёрное крыло, Кингпин |
| А.И.М.               | Strange Tales #146               | Организация злых учёных            | Активна                                                       | МОДОК, Барон фон Штрукер |
| М.О.Л.О.Т.           | Secret Invasion #8               | Организация, заменяющая Щ.И.Т.     | Уничтожена                                                    | Норман Озборн |
| Рука                 | Daredevil #174                   | Японская международная организация | Активна                                                       | Электра, Кингпин, Леди Меченая, Мистик, Тифозная Мэри |
| Тайная империя       | Tales to Astonish #81            | Террористическая организация       |                                                               | |
| Зловещая шестерка    | The Amazing Spider-Man Annual #1 | Команда суперзлодеев               | Активна                                                       | Доктор Осьминог, Зелёный гоблин, Крэйвен-охотник, Стервятник, Песочный человек, Электро, Мистерио, Носорог, Шокер, Гидромен |
| Повелители зла       | The Avengers #6                  | Команда злодеев                    |                                                               | Вихрь, Поглотитель, Титания, Кричащая Мими, Скорпион, Шокер, Жук, Бульдозер,Громобой, Блекаут, Ожог, Капюшон, Бритворукий,Мадам Маска, Грифон, Мандрил, Плавильщик, Чёрный рыцарь, Радиоактивный Человек, Бумеранг, Забивальщик, Тигровая акула, Стрекоза, Крушитель |
| Крушители            | The Defenders vol. 1, #17        | Суперзлодейская Банда              |                                                               | Крушитель, Громобой, Бульдозер, Забивальщик |
| Зодиак               | Avengers #72                     | Команда суперзлодеев               |                                                               | Телец, Водолей, Овен, Рак, Козерог, Близнецы, Лев, Весы, Рыбы, Стрелец, Скорпион, Дева |
| Дисир                | New Mutants # 11                 | Суперзлодейская команда            | Освобождены Бором от проклятия, на данный момент служат Хеле. | Гондул,Глёкк,Брюнн,Кара и ещё семь не названных по имени Дисир. |